# Каип (Кемеровская область)
Каип — деревня в Юргинском районе Кемеровской области России. Входит в состав Попереченского сельского поселения.

## География
Деревня находится в северо-западной части области, на левом берегу реки Искитим, на расстоянии примерно 16 км (по прямой) к югу от города Юрга, административного центра района. Абсолютная высота — 167 м над уровнем моря.
Часовой пояс
Деревня Каип, как и вся Кемеровская область, находится в часовой зоне МСК+4. Смещение применяемого времени относительно UTC составляет +7:00.

## История
Основана в 1908 году. По данным 1926 года в деревне имелось 68 хозяйств и проживало 412 человек (в основном — мордовцы). В административном отношении входила в состав Попереченского сельсовета Юргинского района Томского округа Сибирского края.

## Население
| 2010 |
| ---- |
| 75   |

Половой состав
По данным Всероссийской переписи населения 2010 года, в гендерной структуре населения мужчины составляли 48 %, женщины — соответственно 52 %.
Национальный состав
Согласно результатам переписи 2002 года, в национальной структуре населения русские составляли 83 % из 93 чел.

## Улицы
Уличная сеть деревни состоит из одной улицы (ул. Центральная).